# Arkadij Wul
Arkadij Jeriemiejewicz Wul, ros. Аркадий Еремеевич Вуль (ur. 11 września 1953) – rosyjski szachista i sędzia szachowy, arcymistrz od 2003 roku.

## Kariera szachowa
W 1996 r. podzielił I m. (wspólnie z m.in. Milosem Jirovskim) w otwartym turnieju w Pradze, natomiast w 2001 r. zwyciężył w Moskwie. Normy na tytuł arcymistrza wypełnił w 2002 r. na dwóch turniejach rozegranych w Moskwie, w jednym z nich samodzielnie zwyciężając. W 2007 r. zajął II m. (za Dawidem Markosjanem) w Moskwie, w 2008 r. zwyciężył w mieście Friazino, natomiast w 2010 r. podzielił I m. w memoriale Ratmira Cholmowa w Moskwie.
Najwyższy ranking w karierze osiągnął 1 października 2003 r., z wynikiem 2510 punktów zajmował wówczas 104. miejsce wśród rosyjskich szachistów. W kolejnych latach sukcesywnie obniżał swoją punktację aż do poziomu poniżej 2300 punktów w 2010 roku.